# ギャラクシー (モジュール)
ギャラクシー（英: Galaxy）は、アメリカ合衆国の民間企業ビゲロー・エアロスペースが開発していた、実験的な宇宙ステーションである。同社の商用宇宙ステーション実現に向けた3機目の試作機として開発されていた。ギャラクシーやその他のビゲロー・エアロスペース社のモジュールは、アメリカ航空宇宙局 (NASA) のトランスハブに由来する膨張式モジュールであり、先代のジェネシスI・IIに続いて、有人機の実現に向けたさらなるテストに用いられる計画であった。
ギャラクシーは、当初ガーディアンという2機の宇宙機として計画されていた。2004年になり、ガーディアンはギャラクシーとより大型のサンダンサーへと変更された。しかし2007年、打ち上げ費用の高騰（前回の打ち上げから3倍）とジェネシスの成功を理由に、ギャラクシーの打ち上げは行わないことが発表された。最終的に、完成していたギャラクシーの機体は地上試験へと用いられた。